# Salva (armi da fuoco)

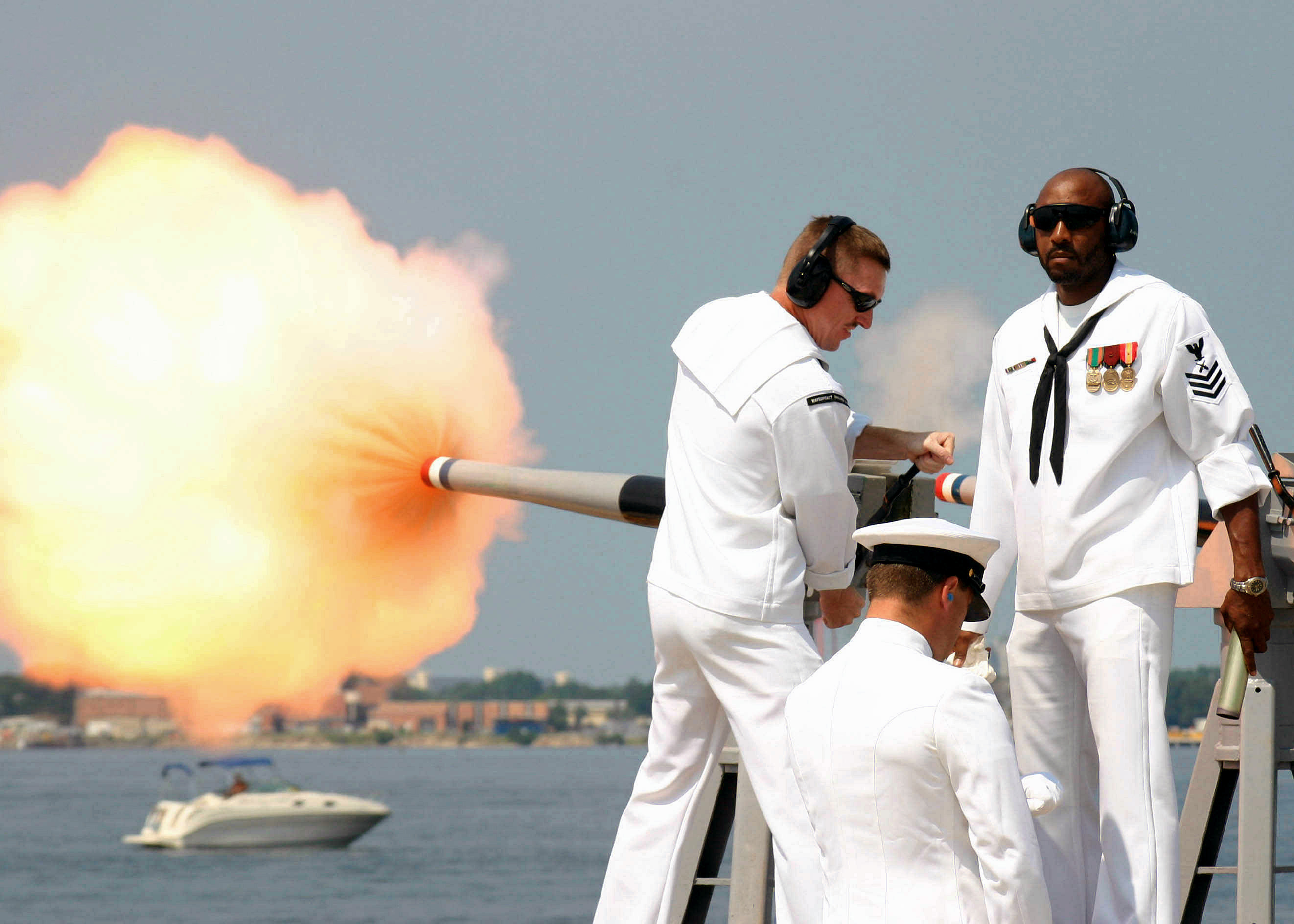
Salva di saluto eseguita da marinai della United States Navy da bordo della USS Momsen

Una salva indica lo sparo contemporaneo di più armi da fuoco verso lo stesso bersaglio. In passato, le truppe non erano tutte armate con fucili a ripetizione, e necessitavano di tempo per ricaricare le armi. Specifiche esercitazioni venivano svolte per creare un fuoco di fucileria quasi continuo, ottenuto allineando i soldati su più file e alternando il fuoco di una, mentre le altre procedevano alla ricarica (questo, per inciso, è il motivo per cui, finché non furono disponibili fucili ad almeno ripetizione ordinaria, tali armi della fanteria erano molto lunghe, in modo da prevenire l'involontario fuoco amico di una schiera sulla precedente: infatti, il vivo di volata di quelle lunghe canne arrivava sempre quanto meno a fianco delle teste dei tiratori della schiera successiva).

## Salva di saluto
La salva di saluto è una manifestazione militare di rispetto, che trae origine dalle tradizioni della Royal Navy. In passato, quando un cannone sparava, rendeva momentaneamente inoffensiva la nave cui apparteneva (per il tempo della ricarica, anticamente piuttosto lungo); così, come usanza di cortesia o in segno di rispetto, venne iniziata la tradizione per le navi da guerra di sparare una salva con tutti i propri cannoni, in modo da scaricarli e dimostrare l'assenza di intenti ostili.